# Chavannes-le-Veyron
Chavannes-le-Veyron es una comuna suiza del cantón de Vaud, situada en el distrito de Morges. Limita al norte con la comuna de Cuarnens, al este con La Chaux (Cossonay), al sureste con Grancy, al suroeste con Pampigny, y al oeste con L'Isle.
Hasta el 31 de diciembre de 2007 la comuna formó parte del distrito de Cossonay, círculo de Cossonay.